# Mèo nhà lông ngắn
Mèo nhà lông ngắn là những con mèo nhà có lông ngắn, thuộc dạng mèo lai tạp hoặc có nguồn gốc lai giống không rõ ràng - vì vậy chúng không được xếp vào một nòi mèo nào cả. Trong cộng đồng những người yêu mèo, danh mục "mèo nhà lông ngắn" (Domestic Shorthair - DSH, House Cat, Shorthair - HCS, Shorthair Household Pet) tượng trưng cho một "nòi" giả và được dùng với mục đích phân loại (tuy nhiên nhiều cá thể thuộc các nòi "xịn" cũng bị đưa nhầm vào nhóm này). Ở đây, cần phân biệt mèo nhà lông ngắn với mèo Mỹ lông ngắn, mèo Anh lông ngắn hay các nòi mèo khác mang hai chữ "lông ngắn"; lý do đơn giản là, "mèo nhà lông ngắn" là tên mô tả... một con mèo nhà có lông ngắn, còn các tên sau là tên gọi riêng của các nòi mèo thật sự.
Mèo nhà lông ngắn là loại mèo phổ biến nhất ở Hoa Kỳ, chiếm 90-95 phần trăm số mèo ở nước này.
Mèo nhà lông ngắn thường có nhiều màu lông khác nhau và thường có xu hướng trở lại màu lông cũ sau nhiều thế hệ - tức là chúng mang trở lại màu lông của mèo khoang hay mèo mướp. Diện mạo của chúng cũng khá đa dạng và vì vậy, mèo nhà lông ngắn ở các quốc gia khác nhau thường có hình dáng và kích cỡ cũng khác nhau - vì chúng có vốn gen khác nhau. Mèo lông ngắn châu Á thường có diện mạo gần giống như mèo Xiêm hay mèo Tonkin trong khi đồng loại châu Âu thường tròn và to nặng hơn. Mèo lông ngắn cũng có ưu thế lai vì chúng sở hữu vốn gien rất đa dạng, do đó chúng ít bị bệnh về di truyền hơn so với các nòi mèo thuần chủng.